# Фурж
Фурж (фр. Fourges) — колишній муніципалітет у Франції, у регіоні Нормандія, департамент Ер. Населення — 804 осіб (2011).
Муніципалітет був розташований на відстані близько 60 км на північний захід від Парижа, 55 км на південний схід від Руана, 38 км на схід від Евре.

## Історія
До 2015 року муніципалітет перебував у складі регіону Верхня Нормандія. Від 1 січня 2016 року належав до нового об'єднаного регіону Нормандія.
1 січня 2016 року Фурж, Бертенонвіль, Бю-Сен-Ремі, Каень, Кантьє, Сів'єр, Дамменій, Еко, Фонтене, Форе-ла-Фолі, Фур-ан-Вексен, Гітрі, Панієз i Турні було об'єднано в новий муніципалітет Вексен-сюр-Епт.

## Демографія
Динаміка населення (INSEE ):
Розподіл населення за віком та статтю (2006):
| Стать | Всього | До 15 років | 15-24 | 25-44 | 45-64 | 65-85 | Понад 85 |
| --- | ------ | ----------- | ----- | ----- | ----- | ----- | -------- |
| Чоловіки | 412    | 92          | 60    | 104   | 112   | 32    | 12       |
| Жінки | 420    | 72          | 44    | 100   | 124   | 68    | 12       |
| \| Статево-вікова піраміда \| Статево-вікова піраміда \| Статево-вікова піраміда \| \| ----------------------- \| ----------------------- \| ----------------------- \| \| Чоловіки \| Вік \| Жінки \| \| 12 \| 85 + \| 12 \| \| 0 \| 80-84 \| 12 \| \| 8 \| 75-79 \| 16 \| \| 16 \| 70-74 \| 24 \| \| 8 \| 65-69 \| 16 \| \| 24 \| 60-64 \| 16 \| \| 24 \| 55-59 \| 24 \| \| 20 \| 50-54 \| 44 \| \| 44 \| 45-49 \| 40 \| \| 48 \| 40-44 \| 20 \| \| 16 \| 35-39 \| 32 \| \| 20 \| 30-34 \| 20 \| \| 20 \| 25-29 \| 28 \| \| 16 \| 20-24 \| 16 \| \| 44 \| 15-20 \| 28 \| \| 20 \| 10-14 \| 16 \| \| 28 \| 5-9 \| 28 \| \| 44 \| 0-4 \| 28 \| |        |             |       |       |       |       |          |
| Статево-вікова піраміда |        |             |       |       |       |       |          |
| Чоловіки | Вік    | Жінки       |       |       |       |       |          |
| 12 | 85 +   | 12          |       |       |       |       |          |
| 0 | 80-84  | 12          |       |       |       |       |          |
| 8 | 75-79  | 16          |       |       |       |       |          |
| 16 | 70-74  | 24          |       |       |       |       |          |
| 8 | 65-69  | 16          |       |       |       |       |          |
| 24 | 60-64  | 16          |       |       |       |       |          |
| 24 | 55-59  | 24          |       |       |       |       |          |
| 20 | 50-54  | 44          |       |       |       |       |          |
| 44 | 45-49  | 40          |       |       |       |       |          |
| 48 | 40-44  | 20          |       |       |       |       |          |
| 16 | 35-39  | 32          |       |       |       |       |          |
| 20 | 30-34  | 20          |       |       |       |       |          |
| 20 | 25-29  | 28          |       |       |       |       |          |
| 16 | 20-24  | 16          |       |       |       |       |          |
| 44 | 15-20  | 28          |       |       |       |       |          |
| 20 | 10-14  | 16          |       |       |       |       |          |
| 28 | 5-9    | 28          |       |       |       |       |          |
| 44 | 0-4    | 28          |       |       |       |       |          |

## Економіка
2010 року серед 539 осіб працездатного віку (15—64 років) 411 були активними, 128 — неактивними (показник активності 76,3%, у 1999 році було 72,0%). З 411 активних мешканців працювали 372 особи (199 чоловіків та 173 жінки), безробітними було 39 (20 чоловіків та 19 жінок). Серед 128 неактивних 37 осіб було учнями чи студентами, 57 — пенсіонерами, 34 були неактивними з інших причин.

У 2010 році в муніципалітеті числилось 307 оподаткованих домогосподарств, у яких проживали 849,0 особи, медіана доходів виносила 22 893 євро на одного особоспоживача